# Lake Angelus
Lake Angelus ist eine City im Oakland County in Michigan, USA. Die Stadt hat 326 Einwohner. Das U.S. Census Bureau hat bei der Volkszählung 2020 eine Einwohnerzahl von 287 ermittelt.

## Geographie
Nach den Angaben des United States Census Bureaus hat die City eine Gesamtfläche von 4,2 km². Davon entfallen 2,7 km² auf Land und 1,5 km² (= 35,80 %) auf Gewässer. Die Gewässerfläche besteht vor allem aus dem gleichnamigen See, der vollständig von der Ortschaft umgeben ist. Der See entwässert nach Westen über den Mohawk Lake zum Wormer Lake und von diesem über den Schoolhouse Lake zur Verbindung zwischen dem Loon Lake und Lake Oakland.
Nördlich und östlich von Lake Angelus liegt Auburn Hills, südlich grenzt Pontiac an und westlich befindet sich die Waterford Township. In Ost-West-Richtung führt die Interstate 75 am nördlichen Rand des Stadtgebietes entlang.

## Geschichte
Lake Angelus entstand Anfang des 20. Jahrhunderts um den See, der damals den Namen Three Mile Lake trug. Die meisten der Siedler waren Detroiter, die aus der Stadt auf das Land zogen. In den 1920er Jahren erfolgte die Umbenennung des Sees. Im Mai 1930 wurde der Ort als Village registriert, was dem Ort eine teilweise Selbstverwaltung verschaffte. Inkorporiert wurde Lake Angelus als City zum 1. Januar 1984.

## Demografische Daten
Zum Zeitpunkt des United States Census 2000 bewohnten Lake Angelus 326 Personen. Die Bevölkerungsdichte betrug 121,0 Personen pro km². Es gab 146 Wohneinheiten, durchschnittlich 54,2 pro km². Die Bevölkerung Lake Angelus' bestand zu 96,32 % aus Weißen, 0,92 % Schwarzen oder African American, 0 % Native American, 2,76 % Asian, 0 % Pacific Islander, 0 % gaben an, anderen Rassen anzugehören und 0 % nannten zwei oder mehr Rassen. 1,23 % der Bevölkerung erklärten, Hispanos oder Latinos jeglicher Rasse zu sein.
Die Bewohner von Lake Angelus verteilten sich auf 132 Haushalte, von denen in 25,8 % Kinder unter 18 Jahren lebten. 76,5 % der Haushalte stellten Verheiratete, 0,8 % hatten einen weiblichen Haushaltsvorstand ohne Ehemann und 21,2 % bildeten keine Familien. 20,5 % der Haushalte bestanden aus Einzelpersonen und in 7,6 % aller Haushalte lebte jemand im Alter von 65 Jahren oder mehr alleine. Die durchschnittliche Haushaltsgröße betrug 2,47 und die durchschnittliche Familiengröße 2,86 Personen.
Die Bevölkerung verteilte sich auf 20,2 % Minderjährige, 4,3 % 18–24-Jährige, 17,5 % 25–44-Jährige, 36,8 % 45–64-Jährige und 21,2 % im Alter von 65 Jahren oder mehr. Das Durchschnittsalter betrug 49 Jahre. Auf jeweils 100 Frauen entfielen 106,3 Männer. Bei den über 18-Jährigen entfielen auf 100 Frauen 101,6 Männer.
Das mittlere Haushaltseinkommen in Lake Angelus betrug 114.524 US-Dollar und das mittlere Familieneinkommen erreichte die Höhe von 131.261 US-Dollar. Das Durchschnittseinkommen der Männer betrug 100.000 US-Dollar, gegenüber 48.750 US-Dollar bei den Frauen. Das Pro-Kopf-Einkommen belief sich auf 83.792 US-Dollar. 1,2 % der Bevölkerung und 0,0 % der Familien hatten ein Einkommen unterhalb der Armutsgrenze, davon waren 0,0 % der Minderjährigen und 2,6 % der Altersgruppe 65 Jahre und mehr betroffen.